# Tønde kul
En kultønde er et gammelt dansk rummål, der er 176 potter, og svarer til 170 liter.